# Casa de los babys
Casa de los babys és una pel·lícula estatunidenco-mexicana dirigida per John Sayles, estrenada el 2003.

## Argument
Sis dones nord-americanes es troben en una de les situacions emocionalment més importants de les seves vides: totes es troben esperant el moment en què se'ls farà el lliurament d'un bebè en adopció. Allotjades en un exòtic motel sud-americà regentat per la simpàtica senyora Muñoz, esperen ansioses al fet que la burocràcia local gestioni les seves peticions d'adopció per a uns nounats d'un orfenat local. A mesura que transcorren les setmanes, elles van tenint temps de compartir l'angoixa i l'esperança que els produeix el seu desig de tenir un fill.

## Repartiment
- Angelina Peláez: Doña Mercedes
- Lizzie Curry Martinez: Sor Juana
- Vanessa Martinez: Asunción
- Amanda Álvarez: Blanca
- Said Martinez: Eusebio
- José Reyes: Conductor de la furgoneta
- Rita Moreno: Señora Muñoz
- Bruno Bichir: Diómedes
- Daryl Hannah: Skipper
- Lili Taylor: Leslie
- Mary Steenburgen: Gayle
- Marcia Gay Harden: Nan
- Maggie Gyllenhaal: Jennifer
- Pedro Armendáriz Jr.: Ernesto